# Radics Péter
Radics Péter, ismertebb nevén Radics Peti (Veszprém, 1994. november 17. –) magyar YouTube-tartalomkészítő, humorista és zenész.

## Munkássága
2008 óta aktív a YouTube-on; jelenlegi (2025) csatornája a harmadik, amelyet 2013-ban hozott létre, és azóta folyamatosan működik, több százezres követőtáborral.
Tartalmaiban szinkronparódiákat, társadalmi jelenségeket és közéleti témákat dolgoz fel, gyakran kritikai és ironikus hangvétellel. Munkássága az évek során kiterjedt a politikai szatírára is; videóiban rendszeresen bírál különböző politikai és társadalmi szereplőket, pártállástól és ideológiai oldaltól függetlenül.

## Zenei pályafutása
2022-ben Faceless Man művésznéven jelentette meg első zenei albumát, a Road to Darkness címmel, amelyet 2023-ban követett az Insanity című lemez. A projektek zenei stílusa leginkább a metál műfajába sorolható, sötétebb, kísérletező hangvétellel.
Radics minden hangszeren saját maga játszik, valamint az éneket is ő maga rögzíti, így a teljes hanganyag önálló produkcióként készült. A dalokban gyakran jelennek meg belső küzdelmeket, társadalmi nyomást és pszichológiai témákat feldolgozó szövegek.

## Elismertsége és hatása
Radics Peti az egyik legismertebb és legnézettebb magyar nyelvű YouTube-tartalomkészítő. YouTube-csatornája több mint 900 000 feliratkozóval rendelkezik, és videóinak össznézettsége meghaladja a 440 millió megtekintést.
Tartalmait rendszeresen százezrek követik, és több videója is elérte a több millió feletti nézettséget. Stílusa és humora jelentős hatással volt a hazai online videós közeg fejlődésére, különösen a 2010-es évek közepétől kezdődően, amikor a magyar YouTube közösség látványosan növekedni kezdett.
Több alkalommal is szerepelt a Forbes Magyarország által összeállított „Top 20 legértékesebb magyar influenszer” listán: 2024-ben a 12., 2025-ben a 20. helyen végzett. 